# Heria, Alba
Heria (Harri) este un sat în comuna Fărău din județul Alba, Transilvania, România.

## Istoric
Pe Harta Iosefină a Transilvaniei din 1769-1773 (Sectio 140) localitatea apare sub numele de „Harri”.